# Marshall Applewhite
Marshall Herff Applewhite Jr. (Spur, 17 de maio de 1931 – Rancho Santa Fe, 26 de março de 1997), também conhecido como Do, entre outros nomes, foi um líder religioso norte-americano fundador da seita Heaven's Gate e o responsável por organizar um suicídio coletivo em 1997 - o mais numeroso da história ocorrido em seu país natal.
Natural do Texas, Applewhite frequentou várias universidades e, na juventude, serviu no Exército dos Estados Unidos. Após concluir a Faculdade de Austin deu aulas de música na Universidade do Alabama. Mais tarde regressou ao seu estado natal onde liderou coros e atuou como presidente do departamento de música da Universidade de St. Thomas, em Houston. Ele abandonou a universidade em 1970, alegando confusões emocionais. A morte de seu pai, um ano depois, provocou uma grave depressão. Em 1972 desenvolveu uma íntima amizade com Bonnie Nettles, uma enfermeira - juntos, discutiram longamente o misticismo e concluíram que eram considerados mensageiros divinos. Após operarem uma livraria por um curto período, começaram a viajar pelo país para propagar seus ideais, porém, converteram apenas uma pessoa. Em 1975 Applewhite foi preso por não devolver um carro alugado cumprindo seis meses de reclusão. Na prisão desenvolveu sua teologia.
Depois de sua libertação Applewhite viajou para a Califórnia e Oregon com Nettles ganhando um grupo de seguidores devotos. A dupla disse a seus seguidores que seriam visitados por extraterrestres que lhes dariam novos corpos. Em princípio Applewhite declarou que seus seguidores e ele ascenderiam fisicamente a uma nave especial, onde seus corpos seriam transformados. Contudo, mais tarde, começou a proclamar que seus corpos eram meros recipientes de suas almas, que mais tarde seriam recolocadas em novos corpos. Essas ideias foram expressas com linguagem extraída da escatologia cristã do movimento New age e da cultura popular norte-americana.
No final da década de 1970 o grupo recebeu numerosos recursos financeiros que foram usados para pagar habitação e outras despesas. A morte de Nettles em 1985 deixou Applewhite perturbado e desafiando seus pontos de vista sobre a ascensão física. No início da década de 1990 o grupo fez um esforço maior para promover sua teologia. Em 1996 descobriram a aproximação do cometa Hale-Bopp com a Terra e iniciaram o rumor de uma nave espacial que o acompanhava. Eles concluíram que essa nave espacial era o transporte que levaria seus espíritos para uma viagem a outro planeta e, por consequência dessa crença, os membros do grupo cometeram suicídio coletivo em sua mansão. Depois da descoberta dos corpos os meios de comunicação voltaram suas atenções para a seita. Com o decorrer dos anos comentaristas e acadêmicos discutiram como Applewhite convenceu as pessoas a seguirem seus comandos, incluindo o suicídio. Alguns comentaristas atribuíram a disposição de seus seguidores de morrer à sua habilidade como manipulador enquanto outros argumentaram que sua disposição se devia à fé na narrativa que ele construiu.

## Primeiros anos e educação
Marshall Herff Applewhite Jr. nasceu na cidade de Spur, no Texas, em 17 de maio de 1931. Seus pais eram Marshall Herff Applewhite, Sr. e Louise Applewhite; além dele, o casal tinha mais três filhos. Dado que seu pai era ministro presbiteriano, Applewhite foi uma criança muito religiosa, e frequentou a Escola Secundária de Corpus Christi e o Colégio Austin. Nesta última, atuou em várias organizações estudantis e era moderadamente religioso. Ele obteve um diploma de bacharel em filosofia no ano de 1952 e, posteriormente, matriculou-se no Seminário Presbiteriano da União para estudar teologia, na esperança de se tornar ministro. Nessa época, casou-se com Anne Pearce, com quem teve dois filhos, Mark e Lane. Pouco depois de ter começado seus estudos, decidiu abandonar a escola e iniciar uma carreira musical, tornando-se o diretor musical de uma igreja presbiteriana na Carolina do Norte. Ele era um cantor de barítono e gostava do gênero espiritual e da música de Händel. Em 1954, foi convocado pelo Exército dos Estados Unidos e serviu na Áustria e no Novo México como membro do Signal Corps. Deixou as forças armadas em 1956 e se matriculou na Universidade do Colorado, na qual obteve um mestrado em música, com especialização em teatro musical.

## Carreira
Após sua graduação em Colorado, Applewhite se mudou para a cidade de Nova Iorque em uma tentativa sem êxito de iniciar uma carreira como cantor. Mais tarde, começou a dar aulas na Universidade do Alabama; contudo, perdeu seu cargo depois de ter tido uma relação sexual com um estudante. A orientação sexual dele não era aceita por sua educação religiosa, tornando-o um homem frustrado por seus desejos sexuais. O relacionamento de Applewhite acabou quando sua esposa soube do caso, e eles se divorciaram três anos depois.
Depois de deixar a Universidade do Alabama, Applewhite mudou-se para Houston, Texas, em 1965, para ensinar na Universidade de St. Thomas. Seus alunos o consideravam um palestrante envolvente e elegante. Ocupou a direção do departamento de música e também se tornou um cantor popular no local: foi diretor de uma igreja Episcopal e integrou a companhia Houston Grand Opera. No Texas, assumiu sua orientação sexual por um breve período de tempo, mas também manteve um relacionamento com uma jovem, que o deixou sob pressão de sua família, perturbando-o bastante. Ele se demitiu da Universidade de St. Thomas em 1970, alegando depressão e outros problemas emocionais. Robert Balch e David Taylor, sociólogos que estudaram o grupo de Applewhite, especulam que essa partida foi motivada por outro caso entre ele e um estudante. O presidente da universidade mais tarde lembrou que, em seus últimos anos como funcionário, Applewhite muitas vezes se demonstrava desordenado e desorganizado.
Em 1971, Applewhite se mudou brevemente para o Novo México, onde operava um delicatesse. Apesar da popularidade do local, que tinha muitos clientes, decidiu voltar para o Texas no final daquele ano. Seu pai havia falecido nessa época; a perda teve um impacto emocional significativo sobre o filho, resultando em uma grave depressão. Suas dívidas aumentaram, forçando-o a pedir dinheiro emprestado a amigos.

## Nettles e primeiras viagens
Em 1972, Applewhite conheceu Bonnie Nettles, uma enfermeira interessada em teosofia e profecias bíblicas. Os dois rapidamente se tornaram amigos íntimos; mais tarde, ele expressou seu sentimento de conhecê-la há muito tempo e concluíram que haviam se conhecido em uma vida passada. Nettles disse que o encontro havia sido predito por extraterrestres, convencendo-o de uma designação divina. Naquela época, ele começou a investigar alternativas à doutrina cristã tradicional, incluindo a astrologia. Ele também teve várias visões, incluindo uma na qual lhe disseram que foi escolhido para um papel como o de Jesus. Em seu perfil de 2005 sobre Applewhite, Susan Raine especula que ele teve um episódio esquizofrênico.
Applewhite logo começou a morar com Nettles. Embora eles coabitassem, seu relacionamento não era sexual, cumprindo seu desejo de longa data de ter um relacionamento profundo e amoroso, mas platônico. Ela era casada e tinha dois filhos, mas depois que se aproximou de Applewhite, divorciou-se do seu marido e, por conseguinte, perdeu a custódia de seus filhos. Applewhite também interrompeu permanentemente o contato com sua família. Ele viu Nettles como sua alma gêmea, e alguns de seus conhecidos mais tarde lembraram que ela tinha uma forte influência sobre ele. Raine escreve que Nettles "foi responsável por reforçar suas crenças ilusórias emergentes", mas o psiquiatra Robert Jay Lifton especula que a influência de Nettles o ajudou a evitar mais deterioração psicológica.
Applewhite e Nettles estabeleceram uma livraria conhecida "Christian Arts Center" (em português: "Centro de Artes Cristãs"), que vendia livros relacionados com várias temáticas espíritas. Também inauguraram um centro de ensino conhecido como "Know Place", que oferecia aulas de misticismo e teosofia, no entanto, essas empresas foram fechadas pouco tempo depois. Em fevereiro de 1973, decidiram viajar para ensinar suas crenças para outras pessoas e dirigiram pelo sudoeste e oeste dos Estados Unidos; Lifton descreve essas viagens como uma "jornada espiritual inquieta, intensa, muitas vezes confusa e peripatética". Enquanto viajavam, conviviam com a escassez de dinheiro e, ocasionalmente, recorriam à venda de sangue ou a trabalhos estranhos por recursos financeiros necessários. Eles subsistiam apenas com pães às vezes, constantemente acampados e ocasionalmente não pagavam as contas de hospedagem. Uma de suas amigas de Houston se correspondeu com ambos e concordou em aceitar seus ensinamentos. Eles a visitaram em maio de 1974, e ela se tornou a primeira convertida.
Em suas viagens, Applewhite e Nettles ponderaram a vida de São Francisco de Assis e leram obras de autores como Helena Blavatsky, R. D. Laing e Richard Bach. Eles tinham um exemplar da Bíblia do Rei Jaime e estudaram várias passagens do Novo Testamento, com foco nos ensinamentos sobre cristologia, ascetismo e escatologia. Applewhite também leu ficção científica, incluindo obras de Robert A. Heinlein e Arthur C. Clarke. Em junho de 1974, as crenças de Applewhite e Nettles haviam se solidificado em um esboço básico. Eles concluíram que foram escolhidos para cumprir profecias bíblicas e que receberam mentes de nível superior ao de outras pessoas. Posteriormente, escreveram um panfleto que descrevia a reencarnação de Jesus como um nativo do Texas, uma referência velada a Applewhite. Além disso, eles concluíram que eram as duas testemunhas descritas no Livro do Apocalipse e, ocasionalmente, visitavam igrejas ou outros grupos espirituais para falar de suas identidades, frequentemente se referindo a si mesmos como "Os Dois", ou "Os dois ovnis". Eles acreditavam que seriam mortos e depois restaurados à vida e, em vista dos outros, transportados para uma nave espacial. Este evento, a que eles se referiram como "a Demonstração", era para provar suas reivindicações. Para sua consternação, essas crenças foram mal recebidas.

## Prisão e proselitismo
Em agosto de 1974, Applewhite foi preso em Harlingen, Texas, por não devolver um carro que havia alugado no Missouri. Ele foi extraditado para St. Louis e preso por seis meses. Na época, sustentou que tinha sido "divinamente autorizado" a manter o carro. Enquanto preso, ponderou sobre teologia, e posteriormente abandonou a discussão de tópicos ocultos, em favor de extraterrestres e evolução.
Após a libertação de Applewhite, decidiu com Nettles entrar em contato com extraterrestres, buscando seguidores com a mesma opinião. Para isso, publicaram anúncios de reuniões, recrutando discípulos, a quem chamaram de "tripulantes." Nos eventos, eles pretendiam representar seres de outro planeta, o próximo nível, que buscavam participantes para um experimento e alegaram que aqueles que concordassem em participar seriam levados a um nível evolutivo superior. Nettles e ele se referiram a si mesmos como "Guinea" e "Pig". Applewhite descreveu seu papel como "instrutor de laboratório" e atuou como orador principal, enquanto Nettles ocasionalmente interpunha comentários esclarecedores ou correções. Os dois raramente conversavam pessoalmente com os participantes, apenas pegando números de telefone com os quais podiam contatá-los. Eles inicialmente nomearam sua organização como Anonymous Sexaholics Celibate Church, mas logo ficou conhecida como Human Individual Metamorphosis.
Applewhite acreditava na hipótese dos antigos astronautas, que afirma que extraterrestres haviam visitado a humanidade no passado e colocado humanos na Terra e, posteriormente, retornariam para coletar alguns seletos. Partes deste ensino têm semelhanças com o conceito calvinista de eleição incondicional, provavelmente devido à educação presbiteriana de Applewhite. Ele frequentemente discutia sobre extraterrestres usando frases de Star Trek e afirmava que alienígenas se comunicavam com ele através do programa.
Applewhite e Nettles enviaram anúncios para grupos na Califórnia e foram convidados a falar com os devotos do movimento New age em abril de 1975. Nesta reunião, eles convenceram cerca de metade dos cinquenta participantes a segui-los. Eles também se concentraram seus esforços nos campi universitários, incluindo uma conferência no Colégio Cañada em agosto. A reunião mais sucedida de ambos ocorreu em setembro de 1975, no Oregon, onde conseguiram que cerca de trinta pessoas deixassem suas casas para segui-los. Esse evento despertou o interesse local dos meios de comunicação; contudo, a cobertura foi negativa. Os comentaristas e alguns antigos membros zombaram do grupo e acusaram Applewhite e Nettles de lavagem cerebral.
Benjamin E. Zeller, um acadêmico que estudava novas religiões, observou que os ensinamentos de Applewhite e Nettles se concentraram na salvação através do crescimento individual e via isso como semelhante às correntes presentes no New age da época. Da mesma forma, a importância da escolha pessoal também foi enfatizada. Applewhite e Nettles negaram qualquer conexão com o movimento, vendo-o como uma criação humana. Janja Lalich, uma socióloga que estudou cultos, atribui seu sucesso de recrutamento à sua mistura eclética de crenças e à maneira como eles se desviaram dos ensinamentos típicos de New age: por exemplo, discussões sobre naves espaciais literais, mantendo a linguagem cotidiana e familiar. A maioria de seus discípulos eram jovem interessados em ocultismo ou que viviam fora da sociedade convencional, e providos de uma variedade de origens religiosas, incluindo religiões orientais e Cientologia. A maioria era bem versada nos ensinamentos de New age, permitindo que Applewhite e Nettles os convertessem facilmente. Applewhite ensinava que seus seguidores alcançariam um nível mais elevado de ser, como uma lagarta que se transformaria em uma borboleta; esse exemplo foi usado em quase toda a literatura inicial. Ele também sustentou que essa seria uma "mudança biológica em uma espécie diferente, colocando seus ensinamentos como verdade científica em consonância com o naturalismo secular". Ele enfatizou aos seus primeiros seguidores que não estava falando metaforicamente, empregando com frequência palavras como "biologia" e "química" em suas declarações. Em meados da década de 1970, tentou evitar o uso do termo "religião", considerando-o inferior à ciência. Embora descartasse a religião como não científica, às vezes enfatizava a necessidade de fé nas habilidades dos alienígenas para transformá-los.

## Estilo de vida nômade

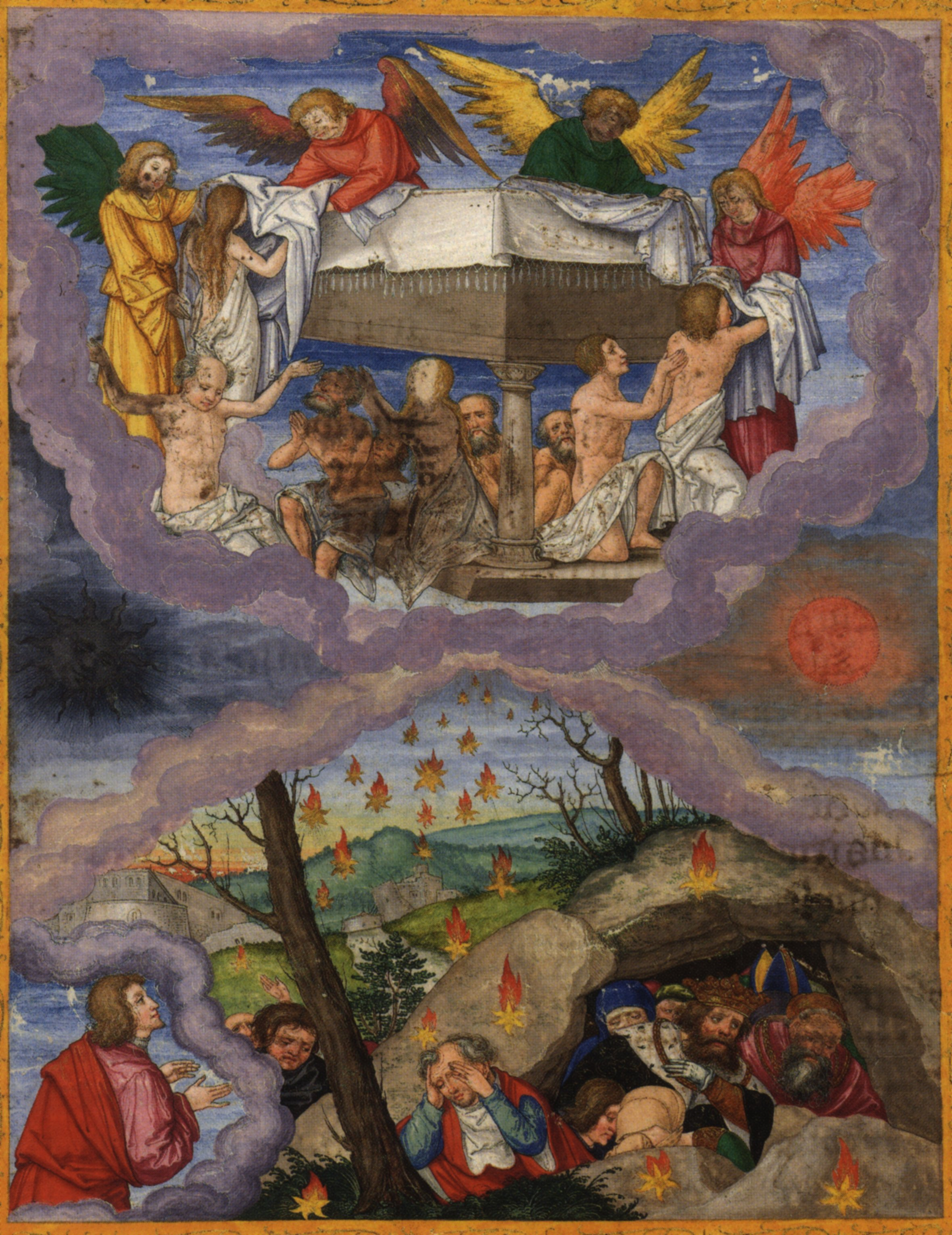
Uma representação do Apocalipse, que Applewhite acreditava descrever interações entre humanos e extraterrestres

Em 1975, Applewhite e Nettles adotaram os nomes "Bo" e "Peep". Eles tinham cerca de setenta seguidores e se viam como pastores cuidando de um rebanho. Applewhite acreditava que a separação completa dos desejos terrestres era um pré-requisito da ascensão ao próximo nível e enfatizava passagens no Novo Testamento nas quais Jesus falou sobre abandonar os apegos mundanos. Os membros foram consequentemente instruídos a renunciar: amigos, família, mídia, drogas, álcool, jóias, pelos faciais e sexualidade. Além disso, eles foram obrigados a adotar nomes bíblicos. Applewhite e Nettles logo disseram a eles para adotar nomes de duas sílabas que terminavam em "ody" e tinham três consoantes na primeira sílaba, como Rkkody, Jmmody e Lvvody; Applewhite afirmou que esses nomes enfatizavam que seus seguidores eram filhos espirituais. Nettles, ele e seus seguidores viveram o que o estudioso religioso James Lewis descreve como um "estilo de vida quase nômade". Eles geralmente ficavam em acampamentos remotos e não falavam sobre suas crenças. Applewhite e Nettles deixaram de ter reuniões públicas em abril de 1975 e passaram pouco tempo ensinando doutrina a seus convertidos. Os líderes também tiveram pouco contato com seus seguidores dispersos, muitos dos quais renunciaram à sua lealdade.
Os líderes apresentavam temores de serem assassinados, e ensinaram a seus seguidores que suas mortes seriam semelhantes às das duas testemunhas do livro do Apocalipse. Balch e Taylor acreditam que a experiência na prisão de Applewhite e a rejeição precoce do público contribuiu para esse medo. Mais tarde, explicaram a seus seguidores que o tratamento da imprensa pela primeira vez era uma forma de assassinato e cumprira sua profecia. Applewhite adotou uma visão materialista da Bíblia, vendo-a como um registro de contato extraterrestre com a humanidade. Ele se inspirou bastante no livro do Apocalipse, embora tenha evitado a terminologia teológica tradicional e adotado um tom um tanto negativo em relação ao cristianismo. Ele apenas lecionou sobre um pequeno número de versículos e nunca tentou desenvolver um sistema de teologia.
No início de 1976, Applewhite e Nettles haviam adotado os nomes "Do" e "Ti"; ele afirmou que esses eram nomes sem significados. Em junho do mesmo ano, os líderes reuniram seus seguidores restantes na Floresta Nacional de Medicine Bow, no sudeste do Wyoming, prometendo uma visita ao OVNI. Nettles depois anunciou que a visita havia sido cancelada. Applewhite e Nettles então dividiram seus seguidores em pequenos grupos, que eles chamam de "Grupos de Estrelas".
Entre 1976 e 1979, o grupo viveu em acampamentos, geralmente nas montanhas rochosas ou no Texas. Applewhite e Nettles começaram a exigir mais da vida de seus seguidores até então pouco estruturada, o que melhorou a retenção de membros. Eles normalmente se comunicavam com seus discípulos por escrito ou por meio de assistentes. Cada vez mais, enfatizavam que eram a única fonte de verdade - a ideia de que os membros podiam receber revelações individuais foi rejeitada na tentativa de evitar cismas. Applewhite também procurou evitar amizades íntimas entre seus seguidores, temendo que isso pudesse levar à insubordinação. Applewhite e Nettles insistiram que seus seguidores praticassem o que chamavam de "flexibilidade" - estrita obediência a seus pedidos que muitas vezes eram contraditórios. Os dois líderes limitaram os contatos do grupo com pessoas de fora do movimento, mesmo nos possíveis interessados a integrar o grupo, ostensivamente para impedir a infiltração de partes hostis. Na prática, isso tornou seus seguidores completamente dependentes deles. Applewhite instruiu seus discípulos a serem como crianças ou animais de estimação em sua submissão - sua única responsabilidade era obedecer a seus líderes. Os membros eram incentivados a procurar constantemente o conselho de Applewhite e frequentemente se perguntavam o que seus líderes fariam ao tomar uma decisão. Para seus seguidores, ele não parecia ditatorial: muitos deles o consideravam tranquilo e paternal. Em seu estudo do grupo em 2000, Winston Davis afirma que Applewhite dominou a "arte do entretenimento religioso", observando que muitos de seus discípulos pareciam gostar de seu serviço. Ele organizava rituais aparentemente arbitrários que pretendiam instilar um senso de disciplina em seus seguidores; referiu-se a essas tarefas como "jogos". Ele também assistia programas de televisão com temática de ficção científica com o resto do grupo. Em vez de emitir ordens diretas, tentou expressar suas preferências e oferecer nominalmente a seus discípulos uma escolha. Ele enfatizou que os estudantes eram livres para desobedecer se quisessem, no que Lalich chama de "ilusão de escolha".

## Alojamento e controle
No final da década de 1970, o grupo recebeu uma grande quantia em dinheiro, possivelmente uma herança de um membro ou doações da renda dos seguidores. Esse capital foi usado para alugar casas, inicialmente em Denver e depois em Dallas. Applewhite e Nettles tinham cerca de quarenta seguidores na época, e moravam em duas ou três casas; os líderes geralmente tinham casa própria. O grupo era secreto sobre seu estilo de vida, cobrindo suas janelas. Applewhite e Nettles organizaram o estilo de vida de seus seguidores como um campo de treinamento que os prepararia para o próximo nível. Referindo-se à casa deles como uma "nave", eles regimentaram a vida de seus discípulos a cada minuto. Os seguidores que não estavam comprometidos com esse estilo de vida foram incentivados a sair; os membros que partiam receberam assistência financeira. Lifton afirma que Applewhite queria "qualidade sobre quantidade" em seus seguidores, embora ele ocasionalmente falasse em conquistar muitos conversos.
Applewhite e Nettles às vezes faziam mudanças repentinas e drásticas no grupo. Em uma ocasião no Texas, eles contaram aos seus seguidores uma visita futura de extraterrestres e os instruíram a esperar do lado de fora a noite toda, quando eles os informaram que isso tinha sido apenas um teste. Lalich vê isso como uma maneira de aumentar a devoção de seus alunos, garantindo que seu compromisso se torne independente do que eles viram. Os membros ficaram desesperados pela aprovação de Applewhite, a qual usou para controlá-los.
Em 1980, Applewhite e Nettles tinham cerca de oitenta seguidores, muitos dos quais mantinham empregos, muitas vezes trabalhando com computadores ou como mecânicos de automóveis. Dois anos depois, Applewhite e Nettles permitiram que seus discípulos ligassem para suas famílias. Eles relaxaram ainda mais seu controle em 1983, permitindo que seus seguidores visitassem parentes no Dia das Mães. Eles só tiveram estadias curtas e foram instruídos a dizer a suas famílias que estavam estudando computadores em um mosteiro. Essas férias pretendiam apaziguar as famílias, demonstrando que os discípulos permaneceram com o grupo por sua própria vontade.

## Falecimento de Nettles
Em 1983, Nettles teve um olho removido cirurgicamente como resultado de um câncer diagnosticado vários anos antes. Ela viveu por mais dois anos, falecendo em 1985. Para explicar a morte de Nettles, Applewhite disse a seus seguidores que ela havia "viajado para o próximo nível" porque tinha que despender "muita energia para permanecer na Terra", abandonando seu corpo para fazer a jornada. Sua tentativa de explicar a morte dela nos termos da doutrina do grupo foi bem-sucedida, impedindo a saída de todos, exceto um membro; contudo, Applewhite ficou muito deprimido. Ele alegou que Nettles ainda se comunicava com ele, mas sofria de uma crise de fé. Seus seguidores o apoiaram durante esse período, incentivando-o bastante. Então, organizou uma cerimônia na qual ele simbolicamente se casou com seus seguidores; Lalich vê isso como uma tentativa de garantir a unidade. Applewhite disse a seus seguidores que havia sido deixado para trás por Nettles porque ainda tinha mais a aprender - achava que ela ocupava "um papel espiritual mais alto" do que ele. A partir disso, começou a identificá-la como "o Pai" e frequentemente se referia a ela com pronomes masculinos.
Applewhite começou a enfatizar uma hierarquia estrita, ensinando que seus alunos precisavam de sua orientação, assim como ele precisava da orientação do Próximo Nível. Zeller observa que isso naturalmente não garantia a possibilidade de o grupo continuar se Applewhite morresse. Dizia-se que um relacionamento com ele era o único caminho para a salvação; encorajando seus seguidores a vê-lo como Cristo. Zeller afirma que o foco anterior do grupo na escolha individual foi substituído por uma ênfase no papel da Applewhite como mediador. Ele manteve alguns aspectos de seus ensinamentos científicos, mas na década de 1980, o grupo se tornou mais como uma religião em seu foco na fé e na submissão à autoridade.
Após a morte de Nettles, Applewhite também alterou sua visão da ascensão; anteriormente, havia ensinado que o grupo ascenderia fisicamente da Terra e que a morte permitiria a reencarnação, mas o falecimento dela - que deixou para trás um corpo corporal inalterado - o forçou a dizer que a ascensão poderia ser espiritual. Mais tarde, concluiu que o espírito dela havia viajado para uma nave espacial e recebido um novo corpo e que seus seguidores e ele fariam o mesmo. Segundo essa visão, o céu bíblico era na verdade um planeta no qual seres altamente evoluídos habitavam, e era necessário que os corpos físicos subissem lá. Applewhite acreditava que, uma vez alcançado o Próximo Nível, facilitariam a evolução em outros planetas. Ele enfatizou que Jesus, que acreditava ser extraterrestre, veio à Terra, foi assassinado e ressuscitou corporalmente dos mortos antes de ser transportado para uma nave espacial. De acordo com a doutrina dele, Jesus era uma porta de entrada para o céu, mas havia achado a humanidade incapaz de ascender quando ele veio à Terra. Applewhite então acreditou na existência de uma oportunidade para os humanos atingirem o Próximo Nível a cada dois milênios, e o início da década de 90 proporcionaria a primeira oportunidade de alcançar o Reino dos Céus desde os tempos de Jesus. Zeller observa que suas crenças foram baseadas na Bíblia cristã, mas interpretadas através das lentes da crença no contato alienígena com a humanidade.
Applewhite ensinou que ele era um walk-in, um conceito que ganhou popularidade no movimento New age durante o final da década de 1970. Dizem que os walk-ins são seres superiores que assumiram o controle de corpos adultos para ensinar a humanidade. Esse conceito fundamentou a visão de ressurreição de Applewhite; ele acreditava que as almas de seu grupo seriam transportadas para uma nave espacial, onde entrariam em outros corpos. Applewhite abandonou a metáfora de uma borboleta para descrever o corpo como um mero recipiente, um veículo no qual as almas podiam entrar e sair. Esse dualismo pode ter sido o produto da cristologia que Applewhite aprendeu quando jovem; Lewis escreve que os ensinamentos do grupo tinham "elementos cristãos [que] foram basicamente enxertados em uma matriz New age. Em um perfil do grupo para a Newsweek, Kenneth Woodward compara esse dualismo ao do antigo gnosticismo cristão, embora Peters observe que a teologia se afasta do gnosticismo privilegiando o mundo físico.
Após a morte de Nettles, Applewhite tornou-se cada vez mais paranoico, temendo uma conspiração contra seu grupo. Um membro que ingressou em meados da década de 1980 lembrou que Applewhite evitava novos conversos, preocupando-se por serem infiltrados. Ele temia uma invasão do governo em sua casa e falava muito dos defensores judeus de Massada no antigo Israel, que mostraram total resistência ao Império Romano. Cada vez mais, começou a discutir o Apocalipse, comparando a Terra a um jardim coberto de vegetação que deveria ser reciclado ou reiniciado e a humanidade a um experimento fracassado. De acordo com a metáfora do jardim, afirmou que a Terra seria "reciclada". Woodward observa que os ensinamentos de Applewhite sobre a reciclagem da Terra são semelhantes à perspectiva cíclica do tempo encontrada no budismo. Applewhite também usou conceitos do movimento New age, mas diferiu desse movimento ao prever que mudanças apocalípticas, e não utópicas, em breve ocorreriam na Terra. Ele argumentou que a maioria dos humanos sofreu lavagem cerebral por Lúcifer, mas que seus seguidores poderiam se libertar desse controle. Ele citou especificamente os impulsos sexuais como obra de Lúcifer, além de afirmar que extraterrestres do mal, a quem se referia como "luciferianos", tentavam frustrar sua missão. Por fim, também argumentou que muitos proeminentes professores de moral e defensores do politicamente correto eram na verdade luciferianos. Esse tema surgiu em 1988, possivelmente em resposta às histórias terríveis de abduções alienígenas que estavam proliferando na época.

## Obscuridade e evangelismo
No final da década de 1980, o grupo manteve um comportamento pouco chamativo; poucas pessoas sabiam que ainda existia. Em 1988, eles enviaram um documento que detalhava suas crenças para uma variedade de organizações New age. A correspondência continha informações sobre sua história e aconselhava as pessoas a ler vários livros, que se concentravam principalmente na história cristã e nos OVNIs. Com exceção do documento de 1988, o grupo de Applewhite permaneceu discreto até 1992, quando gravou uma série de vídeos de doze partes que foi transmitida via satélite. Esta série ecoou muitos dos ensinamentos da atualização de 1988, embora tenha introduzido uma "mente universal" da qual seus espectadores pudessem participar.
Ao longo da existência do grupo, várias centenas de pessoas se juntaram e saíram. No início da década de 1990, seus membros diminuíram, chegando a 26; essas deserções deram a Applewhite um senso de alerta. Em maio de 1993, o grupo adotou o nome Total Overcomers Anonymous. Eles então gastaram trinta mil dólares para publicar um anúncio de página inteira no USA Today, que advertia sobre o julgamento catastrófico que ocorreria na Terra. Sua publicação levou cerca de vinte ex-membros a se unirem ao grupo. Isso, junto com uma série de palestras públicas em 1994, fez com que os membros dobrassem. Nessa época, Applewhite não regimentou a vida de seus discípulos tão estritamente como fazia e passou menos tempo com eles.
No início da década de 1990, Applewhite publicou alguns de seus ensinamentos na internet, mas ficou impressionado com as críticas resultantes. Naquele ano, falou pela primeira vez da possibilidade de suicídio como uma maneira de alcançar o próximo nível. Ele explicou que tudo "humano" tinha que ser abandonado, incluindo o corpo humano, antes que alguém pudesse ascender. A organização foi então renomeada para Heaven's Gate. Davis especula que essa rejeição o tenha encorajado a tentar deixar a Terra.
De junho a outubro de 1995, o grupo viveu em uma parte rural do Novo México. Eles compraram quarenta acres e construíram um complexo, que chamaram de "nave terrestre", usando pneus e madeira serrada; Applewhite esperava estabelecer um mosteiro. Isso provou ser um empreendimento difícil, principalmente para Applewhite, que estavam envelhecendo: ele estava com problemas de saúde e, a certa altura, temia ter câncer. Lifton observa que a liderança ativa de Applewhite no grupo provavelmente levou a uma fadiga severa nos últimos anos. O inverno estava muito frio e eles abandonaram o plano. Posteriormente, viveram em várias casas na área de San Diego.
O grupo se concentrou cada vez mais na supressão do desejo sexual; Applewhite e outros sete optaram pela castração cirúrgica. Eles inicialmente tiveram dificuldade em encontrar um cirurgião disposto, mas acabaram encontrando um no México. Na visão de Applewhite, a sexualidade era uma das forças mais poderosas que ligavam os seres humanos a seus corpos e, portanto, dificultava seus esforços de evoluir para o próximo nível; ele ensinou que os seres do próximo nível não tinham órgãos reprodutivos, mas que os seres luciferianos tinham sexo. Também citou um verso no Novo Testamento que dizia que não haveria casamento no Céu. Além disso, exigia que os membros adotassem roupas e cortes de cabelo semelhantes, possivelmente para reforçar que eles eram uma família não-sexual.

## Suicídio coletivo

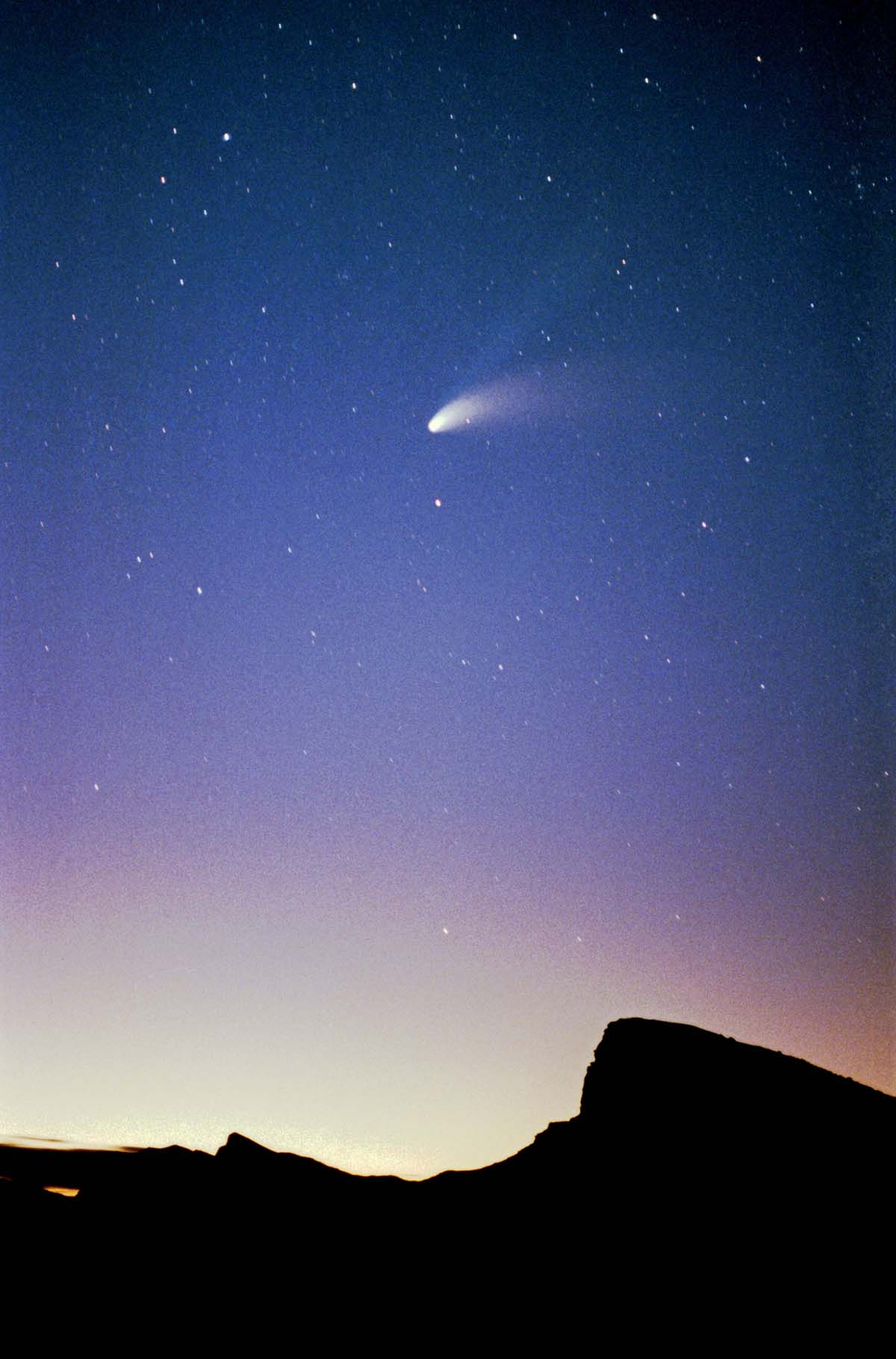
Cometa Hale-Bopp sobre a Califórnia em abril de 1997

Em outubro de 1996, o grupo alugou uma mansão em Rancho Santa Fe, Califórnia. No mesmo ano, eles gravaram duas mensagens de vídeo nas quais ofereceram aos espectadores a "última chance de evacuar a Terra" e, posteriormente, descobriram sobre a aproximação do cometa Hale-Bopp. Applewhite acreditava que Nettles estaria a bordo de uma nave espacial atrás do cometa, e que ela planejava encontrar-se com eles. Ele disse a seus seguidores que a nave os transportariam para um destino empíreo e que uma conspiração do governo estava tentando suprimir a notícia. Além disso, afirmou que seus seguidores falecidos também seriam levados pela nave, uma crença que se assemelhava à doutrina cristã do arrebatamento. Como tomou conhecimento sobre o cometa e os motivos de ter acreditado na presença dos extraterrestres e da falecida Nettles são questionamentos sem respostas.
Nos últimos dias de março de 1997, o grupo se isolou e gravou mensagens de despedida. Muitos membros elogiaram Applewhite em suas mensagens finais; Davis descreve seus comentários como "regurgitações do evangelho de Do." Applewhite gravou um vídeo pouco antes de sua morte, no qual chamou os suicídios de "saída final" do grupo e observou: "Nós honestamente odiamos este mundo". Lewis especula que Applewhite se suicidou porque havia dito que o grupo ascenderia durante sua vida, portanto, nomear um sucessor era inviável.
A estudiosa religiosa Catherine Wessinger postula que os suicídios começaram em 22 de março. A maioria dos membros ingeriram barbitúricos e álcool e depois colocaram sacos plásticos sobre a cabeça. Eles usavam tênis Nike e uniformes pretos com remendos que diziam "Heaven's Gate Away Team". Bolsas que continham alguns dólares e uma forma de identificação foram colocadas ao lado da maioria dos corpos. As mortes ocorreram em três dias; Applewhite foi um dos quatro últimos a morrer. Três assistentes o ajudaram a morrer por suicídio e depois se mataram. Uma denúncia anônima levou o departamento do xerife a vasculhar a mansão e, por conseguinte, 39 corpos foram encontrados no dia 26 de março. Esse evento foi o maior suicídio em grupo envolvendo cidadãos norte-americanos desde 1978, quando 920 norte-americanos se suicidaram em Jonestown, na Guiana. O corpo de Applewhite foi encontrado sentado na cama do quarto principal da mansão. Os médicos legistas determinaram que seus medos de câncer eram infundados, mas que sofria de aterosclerose coronariana.
As mortes provocaram um significativo interesse da mídia, e o rosto de Applewhite apareceu nas capas da Time e da Newsweek em 7 de abril. Sua mensagem final foi amplamente divulgada; Hugh Urban, da Universidade Estadual de Ohio, descreve sua aparência no vídeo como "de olhos arregalados [e] bastante alarmantes".

## Análise

Após o suicídio coletivo, Applewhite foi alvo de estudos e repercussão midiática; na imagem, aparece na capa da revista Newsweek de 1997

Embora muitos jornalistas e comentaristas populares, incluindo a psicóloga Margaret Singer, especulem que Applewhite fez lavagem cerebral em seus seguidores, muitos acadêmicos rejeitaram esse rótulo como uma simplificação excessiva que não expressa as nuances do processo pelo qual os devotos foram influenciados. Lalich especula que eles estavam dispostos a seguir Applewhite no suicídio porque se tornaram totalmente dependentes dele e, portanto, eram incapazes de viver em sua ausência. Davis atribui o sucesso em convencer seus seguidores de se suicidar a dois fatores: ele os isolou socialmente e cultivou uma atitude de completa obediência religiosa neles. Os seguidores de Applewhite haviam assumido um compromisso de longo prazo com ele; de acordo com Balch e Taylor, essa é a razão para as interpretações dos eventos serem coerentes para eles. A maioria das vítimas eram membros há cerca de vinte anos, apesar de alguns convertidos recentes.
Lewis argumenta que Applewhite efetivamente controlava seus seguidores, expressando seus ensinamentos em termos familiares e cotidianos. Richard Hecht, da Universidade da Califórnia em Santa Bárbara, concordou com esse posicionamento, argumentando que os membros do grupo se mataram porque acreditavam na narrativa que Applewhite havia construído, e não porque ele os controlava psicologicamente. Em seu estudo de 2000 sobre movimentos apocalípticos, John R. Hall postula que eles foram motivados ao suicídio porque viram isso como uma maneira de demonstrar que haviam vencido o medo da morte e realmente acreditavam em Applewhite.
Urban escreve que a vida de Applewhite mostra "a intensa ambivalência e alienação compartilhada por muitos indivíduos perdidos na sociedade capitalista do final do século XX". Ele observa que as condenações de Applewhite à cultura contemporânea têm, às vezes, semelhanças com as de Jean Baudrillard, particularmente suas visões niilistas compartilhadas. Urban também afirma que ele não encontrou outra maneira além do suicídio para escapar da sociedade que o cercava e afirma que a morte lhe ofereceu uma maneira de escapar de seu "círculo interminável de sedução e consumo".
Enquanto cobria os suicídios, vários meios de comunicação se concentraram na sexualidade de Applewhite; o New York Post o chamou de "o Guru Gay". O ativista dos direitos dos gays Troy Perry argumentou que a repressão de Applewhite e a rejeição da sociedade às relações entre pessoas do mesmo sexo acabaram por levar ao seu suicídio. Essa argumentação não obteve apoio entre os acadêmicos. Zeller argumenta que a sexualidade de Applewhite não era a principal força motriz por trás de seu ascetismo, que ele acredita ter resultado de uma variedade de fatores, embora conceda um papel à sexualidade.
Lalich afirma que Applewhite se encaixa "na visão tradicional de um líder carismático", e Evan Thomas o considera um "mestre manipulador". Lifton compara Applewhite a Shoko Asahara, o fundador de Aum Shinrikyo, descrevendo-o como "igualmente controlador; sua paranoia e megalomania mais amenas sempre estevem presentes." Já Christopher Partridge, da Universidade de Lancaster, afirma que Applewhite e Nettles eram semelhantes a John Reeve e Lodowicke Muggleton, que fundaram o Muggletonianismo, um movimento milenarista na Inglaterra do século XVII.

## Lane Applewhite Saenz
A filha de Marshall Applewhite, Lane Applewhite Saenz, é mãe de Hannah Overton, uma mulher de Corpus Christi que foi acusada de envenenar seu filho adotivo, Andrew Byrd. Lane também era casada com o pai de Hannah, o reverendo Bennie Saenz, um pregador evangélico em Corpus Christi que foi condenado, em 1984, pela morte de uma menina de dezesseis anos cujo corpo nu foi descoberto na Padre Island. Ele foi condenado a 23 anos de prisão.